# Konfektion
Konfektion (von lateinisch confectio, „Zubereitung“, über französisch confection, „Herstellung, Anfertigung“) ist die industrielle Serienfertigung von Kleidungsstücken in vorher festgelegter Stückzahl sowie Größenreihe. Von der Prêt-à-porter-Mode unterscheidet sie die große Fertigungsmenge und die einfache Fertigungsweise.

## Geschichte

### Anfänge
Kleidung wurde bis ins 19. Jahrhundert hinein traditionell in familiärer Selbstversorgung oder durch Schneider hergestellt, die in Europa seit dem Mittelalter in Zünften organisiert waren und Einzelstücke auf Bestellung anfertigten. Der allmähliche Übergang zu neuen Produktionsformen begann um 1800. Einzelne Unternehmer beschäftigten eine Vielzahl von Näherinnen, um Kleidung in Serien herstellen zu lassen, allerdings noch in gewohnter Weise von Hand genäht. Bei größerer Nachfrage wurden Aufträge an so genannte Zwischenmeister vergeben, die ihrerseits Näherinnen für sich arbeiten ließen, meist in Heimarbeit und äußerst schlecht bezahlt. Konfektionsbetriebe dieser Art entstanden zuerst in Frankreich und England, während die strenge Zunftbindung in deutschen Kleinstaaten die Entwicklung verzögerte. Ein erster nennenswerter Konfektionsbetrieb wurde 1770 in Paris gegründet, seit 1789 entstanden weitere Betriebe in Paris und anderen französischen Städten. 
1799 etablierte sich in Hamburg das erste deutsche Konfektionshaus. 1836 nahm eine Firma für Serienherstellung von Mänteln in Berlin die Arbeit auf, die Stadt entwickelte sich rasch zu einem überregional bedeutenden Fabrikations- und Handelszentrum für Konfektionskleidung. Um 1900 dominierten Berlin und Breslau die deutsche Wäsche- und Bekleidungsindustrie. Bei den Berliner Betrieben handelte es sich oft um Ausweitungen von Bekleidungshandelshäusern in die vertikale Wertschöpfungskette hinein oder um Neugründungen oft jüdischer Zugezogener. Zunächst dominierten in der Stadt Konfektionshersteller für Damenoberbekleidung, in der zweiten Hälfte des 19. Jahrhunderts kamen verstärkt die Produktion von Herrenoberbekleidung und Wäsche hinzu.

### Frühe Industrialisierung

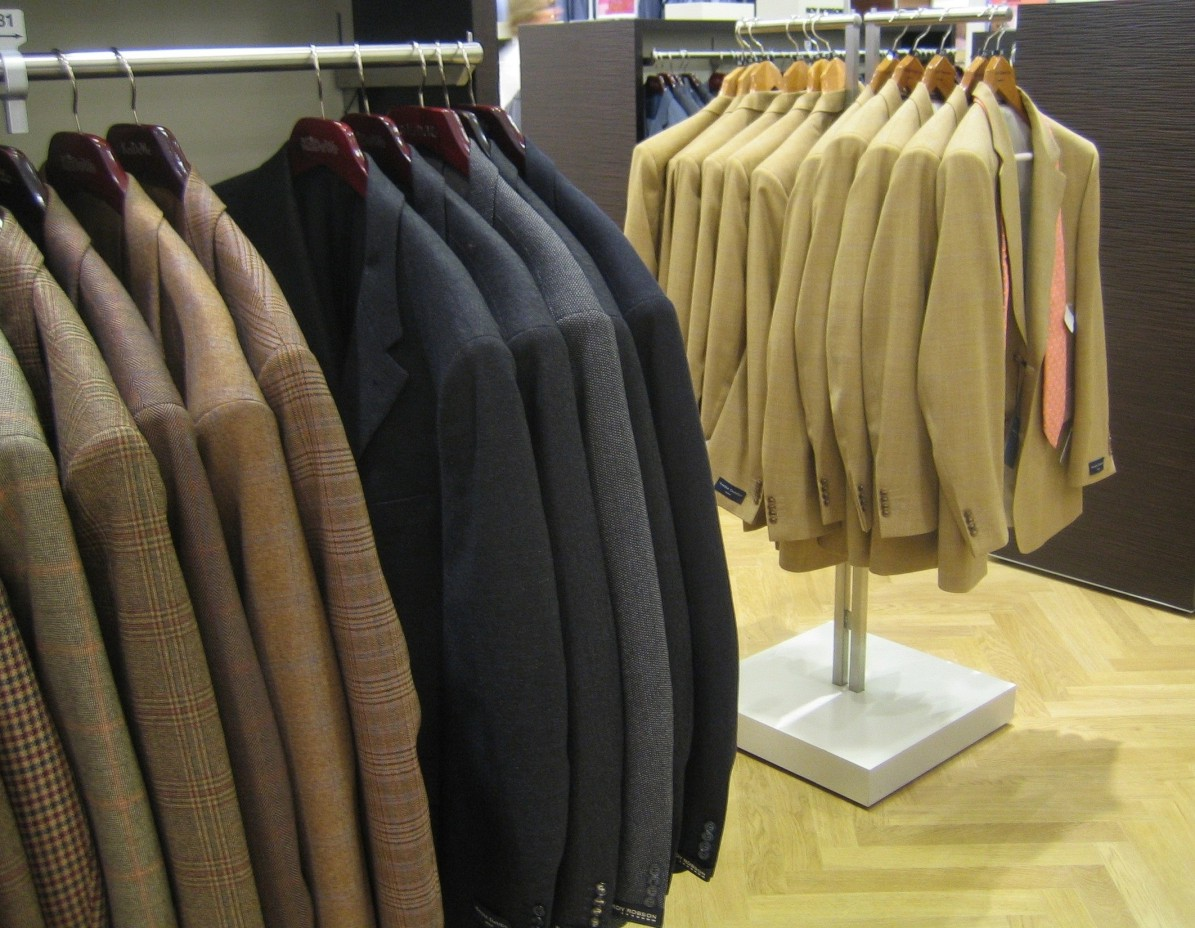
Sakkos als Konfektionskleidung

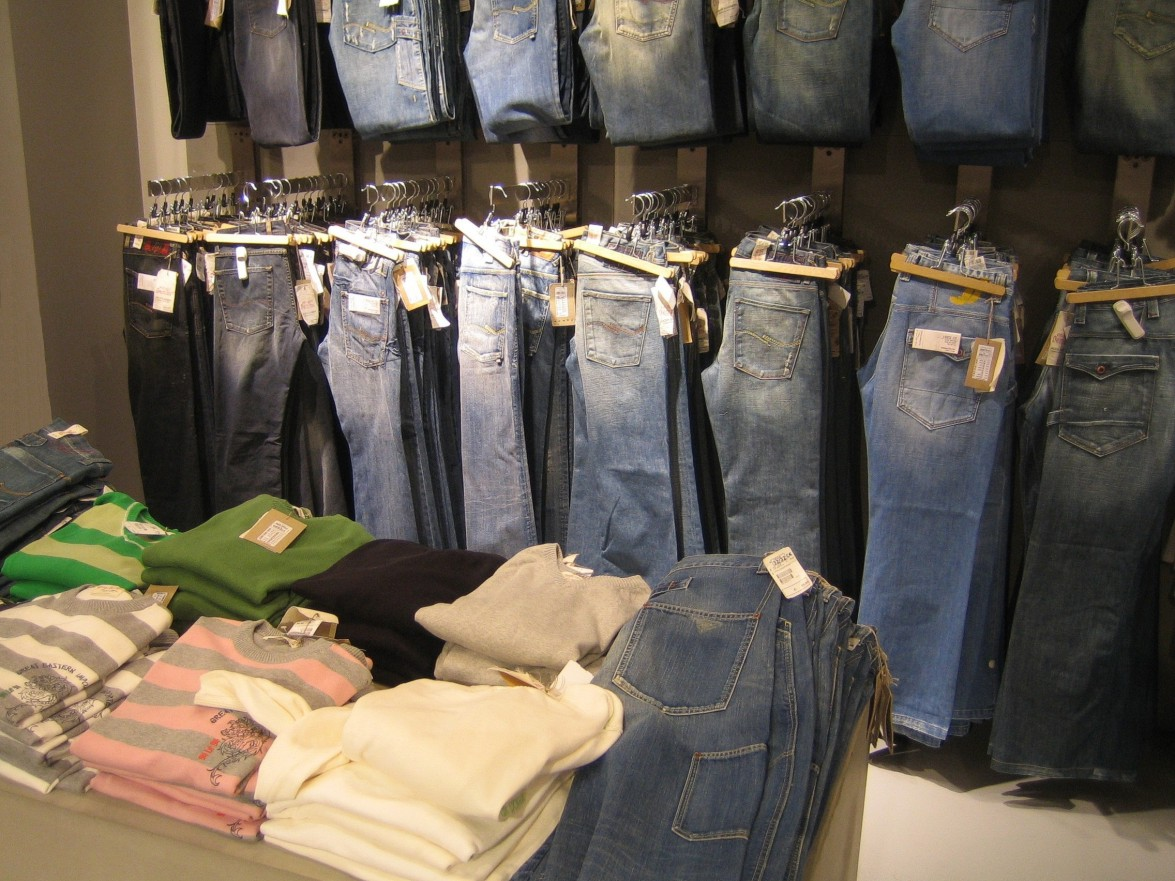
Jeanshosen als Konfektionskleidung

Seit etwa 1850 wurde die Konfektion als industrielle Technik in größerem Maßstab angewandt. In den 1840er Jahren waren leistungsfähige mechanische Webstühle entwickelt worden, 1851 bekam der US-amerikanische Mechaniker Isaac Singer ein Patent für die von ihm entscheidend verbesserte Nähmaschine, 1858 war die erste Zuschneidemaschine verfügbar. In den neu entstandenen Fabriken arbeiteten zum größten Teil Frauen, vorwiegend unter bedrückenden Arbeitsbedingungen. Viele Handwerker mussten den Schneiderberuf ganz aufgeben oder als beruflich deklassierte Arbeiter ebenfalls in die Textilfabriken gehen, weil sie gegen die Konkurrenz der Massenproduktion nicht bestehen konnten. Langfristig blieben, neben Flickschneidern, relativ wenige Maßschneider übrig, die eine anspruchsvollere und zahlungskräftige Kundschaft bedienen.
Neben Berlin formierten sich ab der Mitte des 19. Jahrhunderts weitere Zentren der Bekleidungsherstellung. So ging in Herford und Bielefeld der Impuls von den dortigen Leinen-Textilhersteller aus, die ihre Herstellungstiefe aus Richtung der Stoffe vergrößern. In Mönchengladbach und Rheydt bildete ebenfalls die Tuchherstellung den Ausgangspunkt. Der Übergang zur Kleidungsproduktion wurde insbesondere durch den hohen Bedarf an Arbeitskleidung in Schwerindustrie und Bergbau des nahen Ruhrgebiets angeregt. In Aschaffenburg begannen sich hingegen in den 1870er Jahren Betriebe des traditionellen Schneiderhandwerks zu industrialisieren.
Trotz dieser industriellen Ansätze blieb die Kleidungsproduktion im deutschen Kaiserreich kleingewerblich und handwerklich geprägt, mit recht konstant rund einer Million Betriebe und 1,3 Millionen Beschäftigten sowie wegen der gut umsetzbaren Heimarbeit einer Quote von bis zu 80 Prozent weiblichen Beschäftigten.

### Weimarer Republik und NS-Staat
In der Zwischenkriegszeit setzte ein Konzentrationsprozess ein. Die Zahl der Betriebe halbierte sich in etwa, die Beschäftigtenzahl wuchs auf rund 1,5 Millionen an. Angestammte Fertigungsbetriebe erhielte Konkurrenz durch Kauf- und Warenhäuser, die verstärkt eigene Produktionskapazitäten aufbauten, davon aber meist zum Ende der 1920er Jahre hin wieder Abstand nahmen. Insgesamt beeinträchtigten die Verwerfungen der Weltwirtschaftskrise die Kleidungsproduktion deutlich.
Von den „Arisierungen“ unter dem NS-Regime war die Konfektionsbranche durch den hohen Anteil jüdisch geführter Betriebe besonders betroffen. Die Einziehung von Personal zum Kriegsdienst zwang viele Unternehmen zu einer stärkeren Maschinisierung ihrer Produktion, die zudem in vielen Fällen auf die Versorgung des Militärs umgestellt wurde.

### Bundesrepublik Deutschland
In den westlichen Besatzungszonen waren 1945 rund 30 % der Produktionskapazitäten der vorherigen reichsweiten Bekleidungsindustrie vorhanden. Nach der wirtschaftlich schwierigen unmittelbaren Nachkriegszeit nahm die Konfektionsbranche nach Währungsreform 1948 und der Gründung der Bundesrepublik 1949 einen deutlichen Aufschwung, ähnlich wie andere Wirtschaftszweige. Analog zur sogenannten „Fresswelle“ ereignete sich auch eine „Kleiderwelle“, in der ein starker Konsum der Endverbraucher als Ausgleich der vorangegangenen Mangeljahre festzustellen war. Dazu kamen neue, als modern und praktisch empfundene Kunstfasern, die einen weiteren Anreiz zur Erneuerung des Kleiderbestands gaben. Auf der Ebene der Betriebe setzte eine weiter Konzentration, Vergrößerung und Industrialisierung ein. Von rund 3100 Betrieben mit 200.000 Beschäftigten im Jahr 1950 vergrößerte sich die Branche auf knapp 4.000 Betriebe und etwas unter 330.000 Beschäftigte.
Mitte der 1950er Jahre zeigten sich erste Krisensignale. Nach Bedienung des allgemeinen Bedarfs stellte die zuvor an die „Kleiderwelle“ angepasste Produktion eine erhebliche Überkapazität dar, aus der ein Preisverfall folgte. Zumindest in Branchenkreisen war zudem die schlechte Kapitalausstattung der Betriebe bekannt. Im Verlauf des Jahres 1958 wurde die Krise offensichtlich, als zu der Marktübersättigung weitere belastende Effekte hinzukamen. Dazu zählten gestiegene Rohstoffpreise unter anderem in der Folge der Sueskrise und die zum Ende des Jahres erwartete freie Konvertibilität der D-Mark, die Importe aus Ländern mit niedrigerem Lohnniveau erleichterte. Im Juli wurden rund 17.000 Kurzarbeiter in der Branche gezählt, die Mehrheit in Nordrhein-Westfalen.
Die deutschen Bekleidungshersteller konnten den Schwierigkeiten vorübergehend durch einen gesteigerten Export in westliche Nachbarländer entgegenwirken, der seit 1957 durch die Gründung der Europäischen Wirtschaftsgemeinschaft deutlich erleichtert worden war. Letztlich hatte die Branche aber den Importen aus den Ländern der sozialistischen Welt, aus Südosteuropa und, bald folgend, aus Ostasien wenig entgegenzusetzen. So wurden Hemden aus Hongkong zu weniger als der Hälfte des Verkaufspreises eines in der Bundesrepublik gefertigten Produkts angeboten. 1960 verzeichnete Westdeutschland erstmals seit dem Nachkriegsboom ein Importdefizit in der Bekleidungsindustrie. Dieses wuchs durch weitere internationale Handelsliberalisierungen und den Ausbau der Bekleidungsindustrie in den Herkunftsstaaten bis 1975 auf rund 3 Milliarden D-Mark an.
Viele deutsche Konfektionsunternehmen reagierten auf die weitere Verschärfung ihrer wirtschaftlichen Lage mit der Auslagerung wachsender Teile ihrer Produktion in Staaten mit niedrigem Lohnniveau. Dabei stand zunächst Italien im Blickpunkt, wo der Kostenvorteil spätestens in den 1970er Jahren durch hohe Lohnabschlüsse verloren ging. Von Ende der 1960er Jahre an wurden Produktionslinien auch nach Polen und Ungarn verlegt und von Anfang der 1970er Jahre an auch nach Ostasien, insbesondere nach Hongkong und Südkorea. Die Verlagerung war in der Regel als passive Lohnveredelung organisiert: Materialien der deutschen Textilindustrie wurden exportiert und die fertigen Bekleidungsstücke importiert. Kleinere deutsche Unternehmen arbeiteten dabei meist mit Firmen in den Produktionsländern zusammen. Größere Konfektionshersteller bauten hingegen eigene Fabriken im Ausland auf.
In der deutschen Bekleidungsindustrie arbeiteten zu Beginn der 1970er Jahre noch 150.000 Menschen. 30 Jahre später waren 100.000 Arbeitsstellen ins Ausland abgewandert. Ähnlich verlief die Entwicklung in anderen Ländern mit traditionell hoch entwickelter Textilindustrie, wie England und Frankreich. Die Produktionsverlagerung führte auch auf der Ebene der Betriebe zu einer weiteren Konsolidierung. Vor allem kleinere Unternehmen verfügten oft nicht über das Kapital, Kontakte, Fachwissen und Sprachkenntnisse, um eine Auslandsproduktion aufbauen zu können. Sie stellten oft die Produktion ein oder verloren ihre wirtschaftliche Existenz als Folge eines gescheiterten Engagements im Ausland.
Eine Minderheit deutscher Unternehmen setzte hingegen gezielt auf die vergleichsweise teure inländische Fertigung und versuchte mit dem Argument höherer Qualität auch höhere Preise bei den Endverbrauchern durchzusetzen. Ende der 1970er Jahre kam es allerdings auch bei ihnen zu einer weitgehenden Verlagerung in Niedriglohnländer. In Deutschland verblieben neben der kaufmännischen Unternehmensverwaltung vor allem der Entwurf neuer Bekleidung und die Qualitätskontrolle.
Eine politische Reaktion auf die Krise der Bekleidungsindustrie blieb weitgehend aus. Sowohl Unternehmerverbände als auch Gewerkschaften der Branche hatten wenig Einfluss auf die Bundespolitik, verglichen mit den entsprechenden Organen der Schwerindustrie. Entsprechend erhielt der Wirtschaftszweig nur sehr begrenzt Subventionen und Unterstützung durch eine protektionistische Wirtschaftspolitik, während andere Branchen wie Montanindustrie, Landwirtschaft oder Schiffbau erheblich gestützt wurden.

## Moderne Fertigung
Das zeitgemäße Berufsbild des Kleidermachers ist nicht an handwerklichen Arbeitsvorgängen orientiert, sondern an den Belangen industrieller Massenfertigung. Nach vorgefertigten Modellschnitten in verschiedenen, international genormten Größen (Konfektionsgrößen) werden große Stückzahlen hergestellt. Die moderne industrielle Konfektionsfertigung ist stark arbeitsteilig organisiert, die Produktion unterteilt in die Bereiche Zuschneiden, Zusammenstellen der zugeschnittenen Teile und des Zubehörs, Nähen und Qualitätskontrolle. Jeder Beschäftigte arbeitet nur in jeweils einem Bereich. Zugeschnitten wird meist an elektronisch gesteuerten Anlagen. 
Für die Näharbeiten gibt es Säle mit Spezialnähmaschinen für jedes Einzelteil und jeden Arbeitsschritt – für Kragen, Taschen, Ärmel, Futter usw. Bestimmte Automaten, zum Beispiel für Knopflöcher oder das Annähen von Knöpfen, führen ihre Arbeiten vollkommen selbständig aus. An den Maschinen werden fast ausschließlich angelernte Arbeitskräfte beschäftigt. Kleidermacher, also ausgebildete Facharbeiter, übernehmen die Koordinations- und Kontrollaufgaben oder besonders qualifizierte Tätigkeiten wie die Herstellung von Modellen und Schnitten.

## Globalisierung
Trotz Arbeitsteilung und Einsatz spezialisierter Maschinen bleibt die Konfektion eine verhältnismäßig lohnintensive Branche. Das führte dazu, dass viele Firmen Arbeitsplätze von traditionellen Standorten ins Ausland verlagerten, in Billiglohnländer wie China zum Beispiel, das 2005 bei Textilien einen weltweiten Marktanteil von 50 % erreichte. Textilhersteller kalkulieren mit einer Ersparnis von 20 bis 30 Prozent, wenn sie in Niedriglohnländern statt beispielsweise in Deutschland produzieren lassen, und sie erklären, dass der Markt ihnen die niedrigen Verkaufspreise diktiere, die nur durch Auslagerung zu erreichen seien.
Bereits seit den 1980er Jahren steht die deutsche Bekleidungsindustrie in der Kritik, weil bei dieser Verlagerung das oft niedrige Niveau des Arbeitsschutzes und die schwierigen sozialen Bedingungen in den Fabriken der Fertigungsländer ausgeblendet werden. Diese Debatte, von der auch andere Branchen betroffen sind, wird bis heute, etwa im Zusammenhang mit dem Lieferkettengesetz, weiter geführt.

## Umwelt- und Sozialaspekte
Mode gilt als ein Inbegriff der Konsumgesellschaft, was sich insbesondere durch das Geschäftsmodell Fast Fashion ausdrückt, durch das kaufbereiten Kunden immer wieder, immer neue Mode angeboten werden soll. Als Vorreiter dieses Geschäftsmodells gelten hierbei Unternehmen wie H&M und Zara. Den europaweit höchsten Prokopfverbrauch an Bekleidung hat das Vereinigte Königreich mit 26,7 kg. Die Modeindustrie gilt als bedeutender Verursacher von Treibhausgasen und anderen Schäden für die Umwelt. So war die globale Modeindustrie im Jahr 2015 für etwa 1,2 Mrd. Tonnen CO2-Emissionen verantwortlich. Eine handelsübliche Jeans verbraucht im Laufe ihres Konsumzyklus fast 4.000 Liter Wasser. Mit dem Geschäftsmodell Fast Fashion verbunden sind die Auslagerung der Fertigung in vorgelagerte Richtung der Lieferkette an Auftragsunternehmen in Niedriglohnländern (vgl. Supply-Chain-Management). Dies hat zu wiederholten Katastrophen geführt, darunter der Einsturz der Fabrik Rana Plaza, bei dem mehr als 1.100 Mitarbeiter ums Leben kamen.